# Domine Non Es Dignus
Domine Non Es Dignus (с лат. — «Господи, ты недостоин») — второй студийный альбом британской блэк-дэт-метал-группы Anaal Nathrakh, выпущенный 2 ноября 2004 года на лейбле Season of Mist.
Название песни «Revaluation of All Values (Tractatus Alogico Misanthropicus)» (рус. переоценка всех ценностей) является отсылкой к центральной концепции философского проекта немецкого философа Фридриха Ницше.

## Список композиций
| №                   | Название                                                             | Длительность |
| ------------------- | -------------------------------------------------------------------- | ------------ |
| 1.                  | «I Wish I Could Vomit Blood on You… …People»                         | 1:51         |
| 2.                  | «The Oblivion Gene»                                                  | 3:06         |
| 3.                  | «Do Not Speak»                                                       | 5:33         |
| 4.                  | «Procreation of the Wretched»                                        | 4:35         |
| 5.                  | «To Err Is Human, to Dream – Futile»                                 | 3:47         |
| 6.                  | «Revaluation of All Values (Tractatus Alogico Misanthropicus)»       | 4:49         |
| 7.                  | «The Final Destruction of Dignity (Die letzten Tage der Menschheit)» | 3:33         |
| 8.                  | «Swallow the World»                                                  | 3:59         |
| 9.                  | «This Cannot Be the End»                                             | 6:24         |
| 10.                 | «Rage, Rage Against the Dying of the Light»                          | 4:25         |
| Общая длительность: | Общая длительность:                                                  | 41:22        |

## Участники записи
- V.I.T.R.I.O.L. — вокал
- Irrumator — все инструменты